# Милутин Јевђенијевић
Милутин Јевђенијевић „Гиги“ (Чачак, 24. децембар 1950) српски је филмски и позоришни глумац.
Каријеру је провео као стални члан ансамбла Малог позоришта „Душко Радовић” где се остварио у 40 представа. Такође је повремено био ангажован у Позоришту Пуж.

## Улоге
| Год.       | Назив                                                     | Улога                         |
| ---------- | --------------------------------------------------------- | ----------------------------- |
| 1970-те    |                                                           |                               |
| 1978.      | Тренер                                                    | Гробар и ванредни студент     |
| 1980-те    |                                                           |                               |
| 1980.      | Снови, живот, смрт Филипа Филиповића                      | Жива Абаџија                  |
| 1981.      | Берлин капут (серија)                                     |                               |
| 1982.      | Савамала                                                  | Брабоњак, радник у борделу    |
| 1982.      | Паштровски витез (ТВ)                                     | Чиновник                      |
| 1982.      | Венеријанска раја                                         | Тимотијевић                   |
| 1981-1982. | Приче преко пуне линије (серија)                          | Кувар у кинеском ресторану    |
| 1983.      | Хасанагиница (ТВ)                                         |                               |
| 1983.      | Задах тела                                                |                               |
| 1983.      | Сумрак                                                    |                               |
| 1984.      | Убица (ТВ драма)                                          | Посилни                       |
| 1984.      | Учитељица (кратак филм)                                   |                               |
| 1987.      | Вук Караџић (серија)                                      |                               |
| 1987.      | Waitapu                                                   | Мленко                        |
| 1988.      | Четрдесет осма — Завера и издаја (серија)                 | Продавац новина               |
| 1987-1991. | Бољи живот (серија)                                       | Службеник/Мајстор Миле        |
| 1989.      | Другарица министарка (серија)                             |                               |
| 1989.      | Балкан експрес 2 (серија)                                 | Миша Пиша                     |
| 1990-те    |                                                           |                               |
| 1990.      | Народни посланик (ТВ)                                     | Говорник из народа            |
| 1991.      | Вера Хофманова (ТВ)                                       | Влада                         |
| 1991.      | Смрт госпође министарке (ТВ)                              |                               |
| 1992.      | Булевар револуције                                        | Комшија баксуз                |
| 1992.      | Тесна кожа: Новогодишњи специјал (ТВ)                     | Курир                         |
| 1993.      | Игра пиона (кратки филм)                                  |                               |
| 1993.      | Византијско плаво                                         | Ноћни чувар у Народном музеју |
| 1993.      | Срећни људи (серија)                                      | Портир                        |
| 1994.      | Полицајац са Петловог брда (ТВ серија из 1994)            | Рецепционер                   |
| 1995.      | Удри јаче манијаче                                        |                               |
| 1995.      | Не веруј жени која пуши гитанес без филтера (кратки филм) |                               |
| 1996.      | То се само свици играју (мини-серија)                     | Човек у огледалу              |
| 1998.      | Свирач (ТВ драма)                                         | Бубњар                        |
| 1999.      | Нож                                                       | Муслиман                      |
| 2000-те    |                                                           |                               |
| 1999-2002. | Породично благо (серија)                                  | Гост у кафани                 |
| 2006.      | Кројачева тајна                                           | Велики човек                  |
| 2010-те    |                                                           |                               |
| 2011.      | Како су ме украли Немци                                   | Жуња Четник                   |
| 2019.      | Жмурке                                                    | Веселин                       |